# Intervención General de la Defensa
La Intervención General de la Defensa (IGD) es el órgano que ejerce, en el ámbito del Ministerio de Defensa de España y de los organismos públicos dependientes de este, el control interno de la gestión económico-financiera mediante el ejercicio de la función interventora, el control financiero permanente y la auditoría pública. Asimismo, le corresponde ejercer la notaría militar en la forma y condiciones establecidas por las leyes, y el asesoramiento en materia de su competencia, a los órganos superiores y directivos del Ministerio de Defensa. La IGD está adscrita a la Subsecretaría de Defensa, pero depende funcionalmente de la Intervención General de la Administración del Estado.
La Intervención General está formada por personal del Cuerpo Militar de Intervención y al frente de esta se encuentra el interventor general de la Defensa, quien es el encargado de dictar las instrucciones necesarias para asegurar la debida coordinación y unidad de criterio.

## Historia
Durante gran parte de la historia militar de España, las diferentes ramas de las Fuerzas Armadas estuvieron gestionadas por diversos departamentos gubernamentales. En 1977, se unifican los tres ministerios existentes por aquel entonces —Ejército, Marina y Aire— bajo el Ministerio de Defensa. Con esta unificación, se crea una única Intervención General para todo el Departamento. En 1985 se unifican los Cuerpos de Intervención de las Fuerzas Armadas, dando lugar al Cuerpo Militar de Intervención.

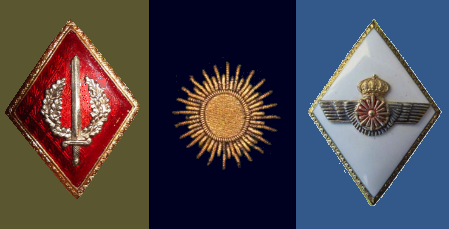
Distintivos de los Cuerpos de Intervención antes de su unificación

## Estructura
La Intervención General de la Defensa se estructura a través de dos grandes estructuras; una central y otra descentralizada.

### Estructura central
La estructura central de la IGD se compone de:
- La División de Intervención, Fiscalización y Análisis Legal Económico-Fiscal. Esta División coordina funcionalmente la actuación de las intervenciones delegadas en los órganos superiores y directivos del Departamento y en los organismos públicos del Ministerio de Defensa, con la única excepción de aquellas actividades que se refieran al ejercicio del control financiero, cuya competencia está atribuida a la División de Control Financiero y Auditorías.
  - Para ejercer sus funciones posee dos departamentos propios: el Área de Intervención y Fiscalización, y el Área de Análisis Legal Económico-Fiscal.
- La División de Control Financiero y Auditorías. Esta división, al igual que la anterior, tiene tareas de coordinación sobre las intervenciones delegadas pero en su ámbito competencia. Asimismo, esta división también es responsable de los equipos de auditoría, que dependen del Interventor General de la Defensa, a través del Jefe de la División.
  - Posee dos departamentos: el Área de Auditorías y el Área de Control Financiero Permanente y de Control de la Gestión Económica y Presupuestaria.
- La Unidad de la Intervención General de la Defensa, a la que le corresponde el estudio y tramitación de los actos relativos a la gestión económica y financiera del Ministerio de Defensa cuyo control interno es competencia de la Intervención General de la Administración del Estado.

### Estructura descentralizada
La estructura periférica de la Intervención General se compone de:
Intervenciones Delegadas en los órganos superiores y directivos del Departamento, en el Estado Mayor de la Defensa y en los organismos públicos del Ministerio de Defensa
Se encargan de:
1. Ejercer la función interventora sobre los actos de contenido económico cuya competencia corresponda a los órganos en que dichas intervenciones se encuentran integradas.
2. Ejercer el control financiero permanente y, en su caso, la auditoría de cuentas anuales, de acuerdo con la normativa que resulte aplicable y en los términos, condiciones y alcance que se determine al respecto.
3. Prestar asesoramiento económico fiscal a los titulares de los órganos en que estas Intervenciones se encuentran integradas.
4. La notaría militar.

Además, en las intervenciones delegadas en órganos superiores y directivos del departamento, así como en las de los organismos públicos del Ministerio de Defensa, en las que se encuentren destinado o destacados más de un interventor, corresponderá al jefe de la intervención delegada, designado por el Interventor General de la Defensa, la asignación de funciones y cometidos a los mismos, así como su coordinación.
Intervenciones Delegadas Centrales en el Ejército de Tierra, la Armada y el Ejército del Aire
Son tres, una por cada rama militar. Son los órganos superiores de las intervenciones periféricas en el ámbito del control de la gestión económico-financiera del correspondiente ejército. Las tres intervenciones delegadas se estructuran a través de tres áreas:
- El Área de Personal.
- El Área de Apoyo Logístico.
- El Área de Asuntos Económicos.

Intervenciones Delegadas periféricas
Las intervenciones delegadas periféricas dependen del Interventor General, si bien son coordinadas por el Interventor Delegado Central de la rama militar a la que pertenezcan. Ejercen las mismas funciones de intervención y control financiero que el resto de órganos mencionados pero en su ámbito.
Estas intervenciones periféricas se distribuyen de la siguiente forma:
1. Las Jefaturas Territoriales de Intervención que se constituyan, con el ámbito territorial y funcional que se determine.
2. Las Intervenciones Delegadas en unidades, centros y organismos de la Fuerza y del Apoyo a la Fuerza. Estas Intervenciones Delegadas quedarán integradas, en su caso, en las Jefaturas Territoriales de Intervención que se constituyan.
3. Las Intervenciones Delegadas desplazadas en operaciones en las que participen las Fuerzas Armadas.

## Interventor general
El cargo de Interventor General de la Defensa es desempeñado por un general de división interventor, en situación de servicio activo, que tiene precedencia sobre los demás cargos del Cuerpo Militar de Intervención. Asimismo, por razón de su cargo, le corresponde la inspección general del Cuerpo Militar de Intervención en materia de régimen de personal, retribuciones, tradiciones y recompensas, sin perjuicio de las competencias de la Subsecretaría y de la Dirección General de Personal.
La actual Interventora General de la Defensa, desde el mes de diciembre de 2024, es la general de división del Cuerpo Militar de Intervención María Teresa Gordillo López. Posee rango de director general.

### Secretaría
El Interventor General posee una secretaría como órgano de apoyo directo, que se encarga del registro y gestión administrativa de los expedientes e informes que se tramiten en la IGD; la coordinación informática de la IGD; y de la notaría militar.

### Lista de interventores
1. Gonzalo Prego Meirás (1977-1980)
2. Alfredo Boya Saura (1980-1981)
3. Alfredo Blasco González (1981-1982)
4. Carlos Ibáñez Muñoz (1982-1984)
5. Rafael Hitos Amaro (febrero-noviembre de 1984)
6. José Arribas de Pablo (1984-1987)
7. Luis Ignacio Sagardia Menéndez (1987-1989)
8. José Elizondo Martínez (1989-1992)
9. Antonio Yelo Molina (1992-1996)
10. Armando Bescós Aznar (1996-1998)
11. Antonio López Cediel (1998-1999)
12. Eduardo Esteban Ureta (1999-2001)
13. Juan Miguel Teijeiro de la Rosa (2001-2004)
14. Ricardo Martínez Grande (2004-2005)
15. Antonio Zúñiga Pérez del Molino (2005-2010)
16. Luis Lloret Gadea (2010-2013)
17. Ángel Méndez García (2013-2014)
18. Manuel Leria Mosquera (2014-2017)
19. Carlos Calavia Pascual (2017-2020)
20. José Luis Gómez Corral (2020-2024)
21. María Teresa Gordillo López (2024-)